# 敦都克拉穆
敦都克拉穆（1876年11月15日—1923年）原俗名曾德·沙拉扣肯，法名敦都克拉穆，外蒙古車臣汗部中后旗（今属蒙古国肯特省）人，第八世哲布尊丹巴呼图克图（博克多汗）的第一任妻子。
蒙古人尊称其为“察汗达拉”。光绪三十一年七月二十四日（1905年8月24日），获清廷赏给“额尔德尼车臣”名号。宣统二年九月初九日（1910年10月11日），获清廷赏坐杏黄围车。1911年外蒙古独立后，被尊称为“达吉尼母”。

## 生平
敦都克拉穆于1876年11月15日（也有文献称其生于1874年）生于车臣汗部中后旗（济农札萨克旗，今蒙古国肯特省巴彦阿德拉嘎 ）。1895年，她首次见到了第八世哲布尊丹巴呼图克图（后来的博克多汗），当时第八世哲布尊丹巴正在额尔德尼召。后来，他们又于1900年在慶寧寺见面。
1902年，敦都克拉穆與博克多汗结婚。博克多汗收養了她的兒子為繼子，她的這個兒子后被认定为伊拉古克三呼图克图，但在人民革命后的下落不明。敦都克拉穆被视为空行母和白度母的化身。1903年，敦都克拉穆的家乡被划为盟，并在首府建立了藏传佛教寺院。1911年外蒙古宣告独立后，她获得了（空行母）的称号。
根据习俗，敦都克拉穆从许多无能力抚养孩子的家庭收养并抚育了大批儿童。其中一个儿童是鲁布桑扎布·穆尔道尔吉，后来成为蒙古国著名作曲家。她和博克多汗还共同创建了博克多汗冬宫，在宫内有许多艺术家和工匠。

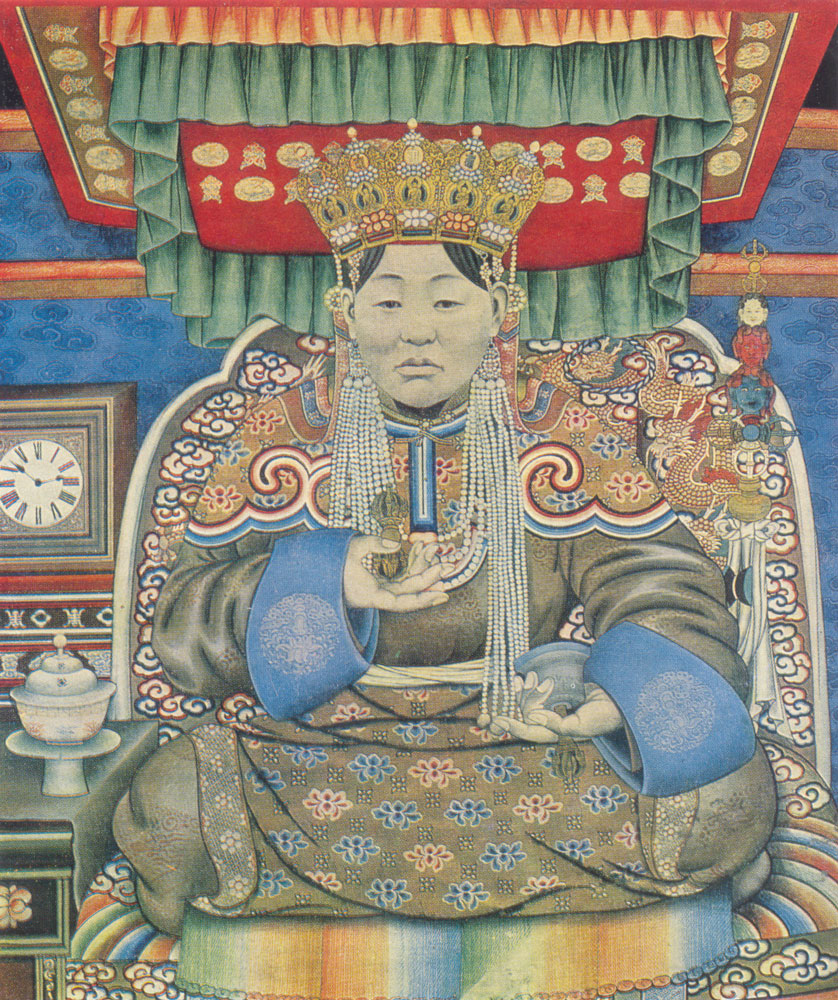
《空行母敦都克拉穆》
，巴尔杜·沙拉布作（细部）

1919年11月22日，中华民国北京政府明令：“应即俯如所请，以顺蒙情。”宣布取消外蒙古自治，废除1915年的《中俄蒙协约》，并册封哲布尊丹巴为“外蒙古翊善辅化博克多哲布尊丹巴呼图克图汗”，册封敦都克拉穆为“外蒙古昭敏净觉额尔德尼车臣”。12月2日，中华民国政府特任徐树铮为“外蒙古活佛册封专使”。12月16日，中华民国大总统徐世昌召见徐树铮，交给其七狮金印及册封令。册封令曰：“外蒙古博克多哲布尊丹巴呼图克图汗，赞助取消自治，为外蒙古谋永久治安，仁心哲术，殊堪嘉尚，著加封为外蒙古翊善辅化博克多哲布尊丹巴呼图克图汗，以昭殊勋。此令。”1919年12月27日，徐树铮以册封专使的身份，自北京再度抵达库伦。本来中华民国北京政府方面择定民国九年（1920年）1月1日行册封典礼。但此后中央和外蒙古双方就册封问题进行了交涉。由于双方谈判陷入僵局，外蒙古方面以敦都克拉穆患病为由，推迟册封。1920年5月下旬，敦都克拉穆病愈，授印仪式定于6月1日举行。1920年5月31日上午9时，徐树铮派副使李垣、詹事何家驹、参谋吴荫午及秘书徐禄远、吴瑰等人赉送印信文书及“昭敏净觉额尔德尼车臣”银印赴哲布尊丹巴的离宫，将印信置于黄亭之中，以旗锣开道，伴随鼓乐，一直送至离宫的金殿。为庆祝，僧俗官员人等均放假一日。1920年6月1日，徐树铮率李垣、何家驹等人举行了授印仪式。
敦都克拉穆1923年逝世，随后其丈夫博克多汗于1924年逝世。逝世日期是秋季最后一个月的第十五天。敦都克拉穆在库伦附近的色勒博河源头。她和丈夫曾经在这里度过夏天。后来，这条河谷被命名为，因为据说在她火化时，有八匹马经过。